# Свети Илия (Шкрапари)
Вижте пояснителната страница за други значения на Свети Илия.
„Свети Илия“ (на гръцки: Προφήτη Ηλία) е православна църква в костурското село Шкрапари (Аспронери), Егейска Македония, Гърция. Храмът е част от Костурската епархия.

## История
Църквата е изградена в 1836 година в югоизточния край на селото. В архитектурно отношение представлява частично изписана каменна еднокорабна базилика с дървен покрив. Хармът е с дължина около 8 метра, ширина 6 метра и височина 2,5 метра. Вътрешността е проста, има двувратен иконостас, който е разделен на три зони и е украсен с красиви икони, дело на Аргир Михайлов в 1838 година.
- Икона на Свети Илия от иконостаса в църквата
- Икона на Дева Мария с младенеца от иконостаса в църквата
- Фреска на Богородица Ширшая небес в олтарната конха на църквата
- Фреска в църквата
- Икона на Свети Димитър и Свети Георги, XIX век
- Преносима икона на Свети Павел, 1836 г.
- Икона на Архангел Михаил